# Woracziczky von Pabienitz

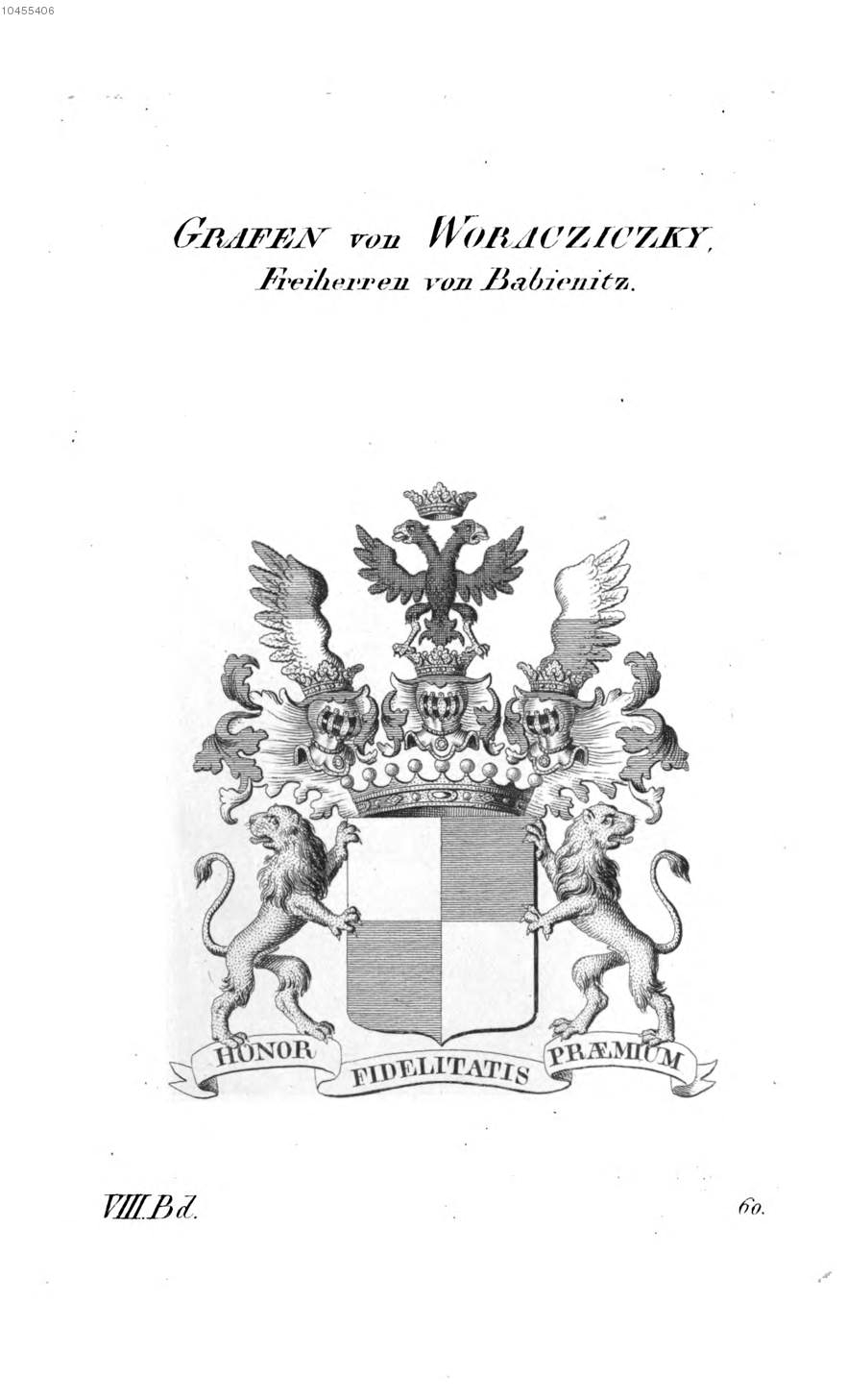
Wappen derer Grafen von Woracziczky, Freiherren von Pabienitz

Woracziczky von Pabienitz (tschechisch Voračičtí z Paběnic) ist ein altes böhmisches Herrengeschlecht. 

## Geschichte
Die Woraziczky sind nach unbekannter Quelle seit Beginn des 14. Jahrhunderts nachweisbar und stammen aus dem Gegend von Pabienitz, einer Grundherrschaft bei Kuttenberg in Ostböhmen. Der Namenszusatz Woracziczky stammt von einer kurzfristigen Ansässigkeit auf der Festung Woracicz bei Tábor. Diesen Namen tragen sie seit 1510. Ihnen gehörten u. a. mit wechselnder Dauer Grundherrschaften in Proseč, Purschitz, Hermannitz, Smilkov, Flanitz, heute ein Ortsteil von Hussinetz und Mor. Der Dreißigjährige Krieg sah sie auf der Seite der Rekatholisierung in Böhmen. Sie waren Gegner der evangelisch-lutherischen Schweden und teilte sich zwei Linien: Die Grafen von Woracziczky von Pabienicz (nobilitiert 1704) und die Grafen Woracziczky-Bissingen (nobilitiert 1783).  Berühmteste Persönlichkeit in dieser Zeit war Johann Christoph Ignaz, Anfang des 18. Jh. Professor der Theologie an der Karls-Universität Prag und Rektor der Ferdinands-Universität beim Heiligen Kliment.
Franz Hellfried Graf Woracziczky, Freiherr von Pabienicz, Kreishauptmann des Elbogner Kreises, Kgl. böhmischer Hofkammergerichtsrat, Genealoge (* 23. November 1677, verstorben in Prag am 6. Oktober 1719, zu Grabe gelegt bei Maria Schnee) wurde in den böhmischen Grafenstand Wien 21. August 1704 zusammen mit seinen Brüdern Adalbert dem Jüngeren und Leopold, Kaiserlicher Grenadierhauptmann, gefallen bei Asti in Italien erhoben; er war verehelicht in 2. Ehe mit Mamimiliane Zaruba von Hustirzan († 1733), Enkelin des Ehepaares Bohuslaw III. Zaruba von Hustirzan († 1647) und Anna Katharina Woracziczky von Pabienicz, Tochter des Johann Albrecht Ritter Woraczisky von Pabienicz auf Prczicz und der Katharina Chrt von Ertin.

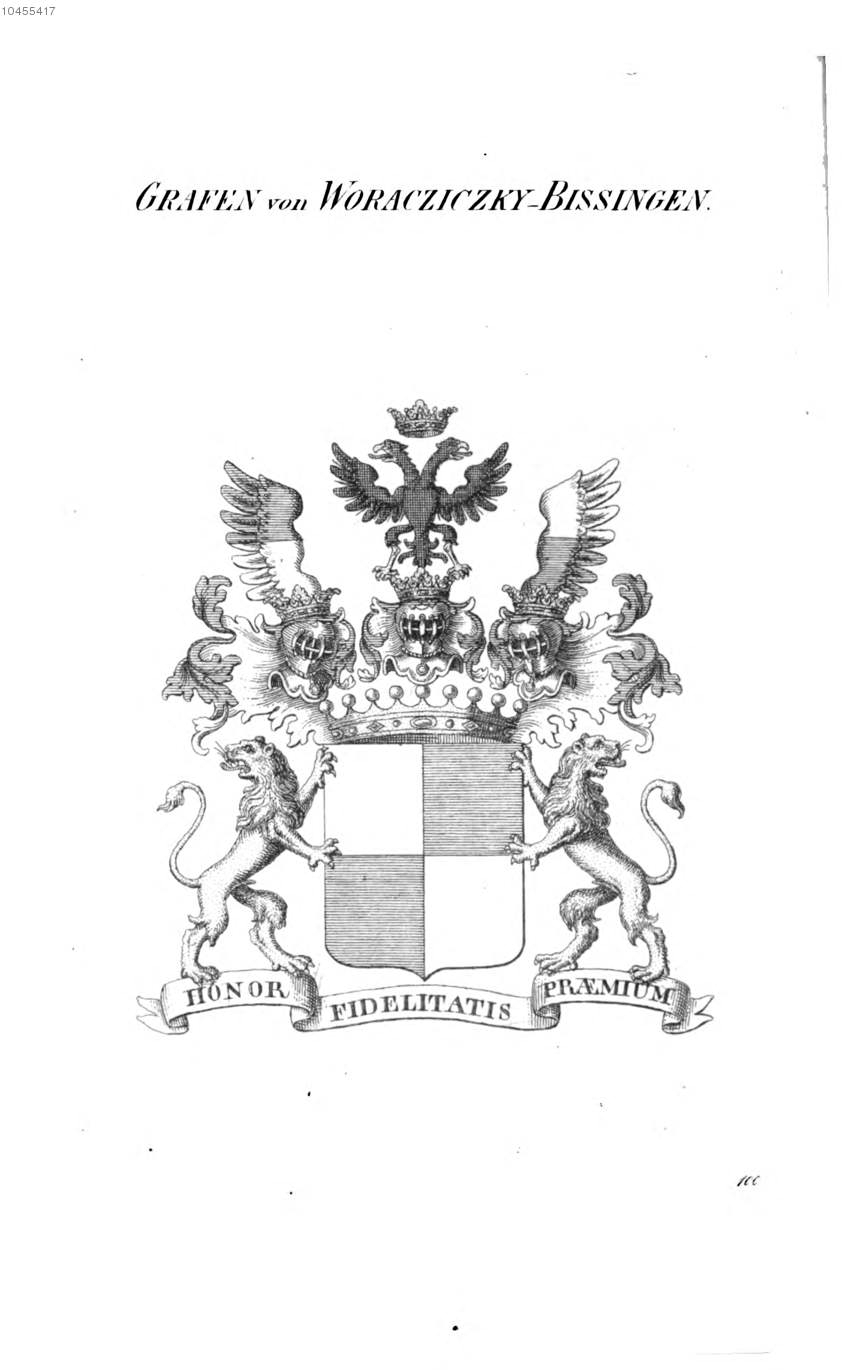
Wappen derer Grafen von Woracziczky-Bissingen

Christoph Norbert Freiherr Woracziczky von Pabienicz, Hauptmann des Königgrätzer Kreises verehelicht 1729 mit Maria Magdalena Alsterle von Astfeld (* 1710), von deren zwei Kindern der Sohn: Anton Joseph Graf Woracziczky, Freiherr von Pabienicz, verstorben 1795, in den böhmischen Grafenstand erhoben wurde (Wien 13. Mai 1783) und mit Anna Gräfin von Batthyany, als Erbe seines Onkels Johann Heinrich Graf von Bissingen der Stammvater des erloschenen gräflichen Hauses Woracziczky-Bissingen war. Namens- und Wappenvereinigung d.d. Persenburg 24. Juni 1820 für des vorigen Söhne Joachim Heinrich Graf von Woracziczky-Bissingen (* 1780, verstorben 1838) und Johann Anton Graf von Woracziczky-Pabienitz (* 1787, verstorben 1829). Die Tochter Maria Anna Freiin Woracziczky von Pabienicz ehelichte 1764 Johann Wenzel Ritter Hrussowsky von Hrussow.
Ein Zweig dieses alten Adelsgeschlechts soll noch weiter bestehen.